# Červen Brjag
Červen Brjag (bulharsky Червен бряг) je město ležící v severním Bulharsku, v Dolnodunajské nížině na úpatí Předbalkánu. Město je správním střediskem stejnojmenné obštiny a má přibližně 12 tisíc obyvatel. Protéká jím řeka Iskăr.

## Historie
První zmínka o obci pochází z tureckého berního soupisu z roku 1430, kde se uvádí jako dědina Cerven Breg. V polovině 16. století je zaznamenána jako dědina Dobrolık, timar mramornické kazy.
Již pod svým stávajícím názvem je v 16. století evidována ve vojnuckém rejstříku k nijbolské kaze. Název osady pochází od načervenalé hlíny těžené v její blízkosti.
Současné sídlo bylo založeno v roce 1899 Ivo Popovičem a Marko Markovem 3 km západně od původní vesnice jako železniční stanice na nově budované trati Sofie-Varna. V následujících letech se stalo obchodním střediskem pro trh s obilovinami, domácími zvířaty, surovým hedvábím a dalšími zemědělskými produkty. Status měst získalo dekretem č. 402 z 26. června 1929. Později byla k němu jako 5. kvartál připojena i původní ves. Od konce šedesátých let vznikal v blízkosti města velký závod na výrobu obrněných vozidel (Strojírenský kombinát Devátý květen, později Beta AD), který po skončení studené války snižoval svoji výrobu, až v roce 2009 zkrachoval.

## Obyvatelstvo
Ve městě žije 12 657 obyvatel a je zde trvale hlášeno 14 423 obyvatel. Podle sčítání 1. února 2011 bylo národnostní složení následující:
- Bulhaři: 10 613 (95.2 %)
- Romové: 375 (3.4 %)
- Turci: 86 (0.8 %)
- ostatní: 76 (0.7 %)